# Středa
Středa je v češtině označení dne v týdnu mezi úterým a čtvrtkem. Jeho jméno říká, že se jedná o střed týdne, což je odvozeno z pozice středy jako prostředního, tedy čtvrtého dne týdne v tradičním židovském a křesťanském kalendáři. V českém občanském kalendáři je středa považována za den třetí.

## Význam středy
V křesťanství je středa vedle pátku druhým postním dnem.
V byzantském ritu je středa dnem připomínky svatého Kříže nebo Bohorodičky.

## Středa v jiných jazycích

Slovo pro středu v evropských jazycích

Středa se v klasické latině nazývala Dies Mercurii, tj. „den Merkurův“. Od tohoto názvu jsou odvozeny jména středy ve většině románských jazyků (it. Mercoledì, fr. Mercredi, špan. Miercoles atd.). V jiných románských jazycích převládl středověký latinský termín označující středu jako feria quarta „čtvrtý den v týdnu“ (neděle se počítala za první den v týdnu). Srov. např. portugalské quarta-feira.
Angličtina označuje středu jako Wednesday, staroangl. Wódnesdæg, „den Ódinův“, tj. zasvěcený bohu Ódinovi. Němčina se v případě středy odděluje od angličtiny a podobně jako čeština označuje středu za prostřední den týdne (Mittwoch). Ještě do 10. století však nazývala středu podobně jako angličtina Wodantag (den Ódinův).
Finský název je prakticky podobný: Keskiviikko (doslova: "střed týdne") podobně jako je islandské jméno: Miðvikudagur ("střední den týdne").
Podle hebrejské bible je středa dnem, kdy bylo stvořeno Slunce a Měsíc.
Středa má také pozici uprostřed pěti pracovních dnů v týdnu, které začínají pondělím a končí pátkem.
Anglický jazykový idiom pro středu je "hump day" (den hrbu), což je odkaz na to, že se pracovní týden převalil do své druhé poloviny. Jedná se tak o neformální odkaz na vrchol týdne.
Kvakeři tradičně referují o středě jako o „čtvrtém dnu“, aby se vyvarovali pohanského původu anglického názvu tohoto dne.
Podle thajského solárního kalendáře je středa spojena se zelenou barvou.

## Astrologické znamení
Astrologické znamení planety Merkur reprezentuje středu - Dies Mercurii  u Římanů, s podobnými názvy odvozenými z latiny v románských jazycích jako francouzsky Mercredi a španělsky Miércoles.
Podle lidových tradic platila středa za nešťastný den. Byla např. dnem pro tzv. tiché svatby (např. pro padlé dívky). Podle učení ortodoxní církve byla středa dnem, kdy Jidáš Iškariotský zaprodal Ježíše Krista. Proto je středa normálně v ortodoxní církvi postním dnem, stejně jako pátek.

## Významné středy
- Popeleční středa, první den půstu, připadá na středu 40 dní před Velikonocemi, nepočítaje neděle.
- Škaredá středa je název pro středu před Velikonocemi.
- černá středa 21. srpna (1968)

## Přehled
| Jazyk         | Výslovnost                     | Význam               | Poznámka |
| ------------- | ------------------------------ | -------------------- | --- |
| Albánština    | E mërkura                      | Den Merkura          | doslovný překlad |
| Angličtina    | Wednesday                      | Wodanův den          | doslovný překlad |
| Arabština     | يوم الأَرْبعاء yaum al-arba`a    | čtvrtý (den)         | doslovný překlad |
| Čeština       | středa                         | Střed týdne          | ve slovanských jazycích jsou jména dnů spjatá s jejich pořadím v týdnu a s několika církevními obyčeji |
| Čínština      | 礼拜三 星期三 libaiyi xingqiyi | třetí den týdne      | Čínské dny v týdnu jsou číslovány 礼拜 libai je více jihočínská varianta slova týden a vychází zhruba ze smyslu „zbožňovat, ctít“ 星期 xingqi je jiný mandarinský výraz pro týden a skládá se z písmen 星 xing (= hvězda) a 期 qi (= období, perioda), může být tedy překládán jako „hvězdné období“, ohlas na původní babylonský význam. |
| Dánština      | onsdag                         | Ódinův den           | doslovný překlad |
| Francouzština | mercredi                       | Merkurův den         | doslovný překlad |
| Hebrejština   | יום רביעי jom rəvi'i           | čtvrtý den           | doslovný překlad |
| Hindština     | बुधवार budhavār                  | Den Merkura          | doslovný překlad |
| Italština     | mercoledì                      | Den Merkura          | doslovný překlad |
| Japonština    | 水曜日 suijóbi                 | Den Merkura          | Japonské dny v týdnu jsou nazývány podle nebeských těles: Slunce a Měsíc, pak následuje pět planet přiřazených jednomu z pěti elementů. |
| Korejština    | 수요일 ko                      | Den Merkura          | Korejské dny v týdny jsou též nazvány podle nebeských těles. |
| Latina        | dies Mercurii                  | Den Merkura          | doslovný překlad |
| Maďarština    | Szerda                         | Střed týdne          | převzato ze slovanského jazyka |
| Němčina       | Mittwoch                       | Střed týdne          | doslovný překlad |
| Norština      | onsdag                         | Ódinův den           | doslovný překlad |
| Novořečtina   | Τετάρτη tetárti                | čtvrtý (den)         | doslovný překlad |
| Perština      | چهارشنبه čahar šanbe           | čtvrtý den           | doslovný překlad |
| Portugalština | quarta-feira                   | čtvrtý den           | doslovný překlad (slovo feira není samotné používáno ve smyslu "Den"; z lat. "feria" – volný den - pak "4. den po dni odpočinku" – tím byl míněn sabat |
| Ruština       | cреда sreda                    | prostřední den týdne | ve slovanských jazycích jsou jména dnů spjatá s jejich pořadím v týdnu a s několika církevními obyčeji |
| Španělština   | miércoles                      | Den Merkura          | doslovný překlad |
| Švédština     | onsdag                         | Ódinův den           | doslovný překlad |
| Turečtina     | çarşamba -                     |                      | |